# すがしま型掃海艇
すがしま型掃海艇（すがしまがたそうかいてい、英語: Sugashima-class minesweepers）は、海上自衛隊の中型掃海艇（Mine Sweeper Coastal, MSC）の艦級。ネームシップの建造単価は146億円であった。
自衛隊ペルシャ湾派遣の経験にもとづき、ヨーロッパから輸入した対機雷戦システムを搭載し、機雷掃討（従来からの掃海は「面」で無力化を行うが、掃討はハイテク機雷に対し「点」で無力化を行うもの）を主眼として設計開発され、03中期防・08中期防・13中期防にかけて計12隻が建造された。

## 来歴
海上自衛隊掃海隊群では、その前身組織の時代より、太平洋戦争中に日米双方が日本近海に敷設した機雷の掃海作業というかたちで実任務を遂行してきた。そして保安庁警備隊時代より、そのノウハウを反映した掃海艦艇を国産しており、その実力は世界の主要海軍のなかもトップレベルにあるとされていた。しかし一方で、1990年代に至るまで時代を画するような新装備の導入もドラスチックな組織的変化もなく、地道で着実な整備が指向されていた。
そして1991年の自衛隊ペルシャ湾派遣での経験が、この状況に一石を投じることとなった。湾岸戦争中にイラク軍が使用した機雷のなかにはMANTA機雷のような新型のステルス機雷が含まれていたが、これに対し、派遣部隊を構成していたはつしま型や、当時新鋭の中深度対応掃海艇であるうわじま型（63MSC）でも、探知・処分は極めて困難であることが判明した。また同作戦に参加した欧米諸国軍と比して、艇の安全性や処分作業の自動化・省力化において大きな立ち遅れがあると判断された。
このことから、1992年より海上幕僚監部において、平成6年度計画で建造する掃海艇（06MSC）における対機雷戦システムの研究が着手された。研究にあたっては、当時の欧米諸国掃海艇のなかでは最新であったイギリス海軍のサンダウン級機雷掃討艇がモデルとして採択され、1995年3月には2番艇「インバネス」への乗艦研修を含むイギリスでの現地調査が行われた。これらの研究結果を総合して、06MSCは同級搭載の対機雷戦システムを導入した500トン型掃海艇として要求されたものの、大蔵省との折衝の過程で、予算枠上の問題から06MSCは従来の63MSCに準じた設計とされ、新型掃海艇は次年度に見送りとなった。翌年度、510トン型として改めて要求がなされ、計画通り07MSCとして予算成立した。

## 船体

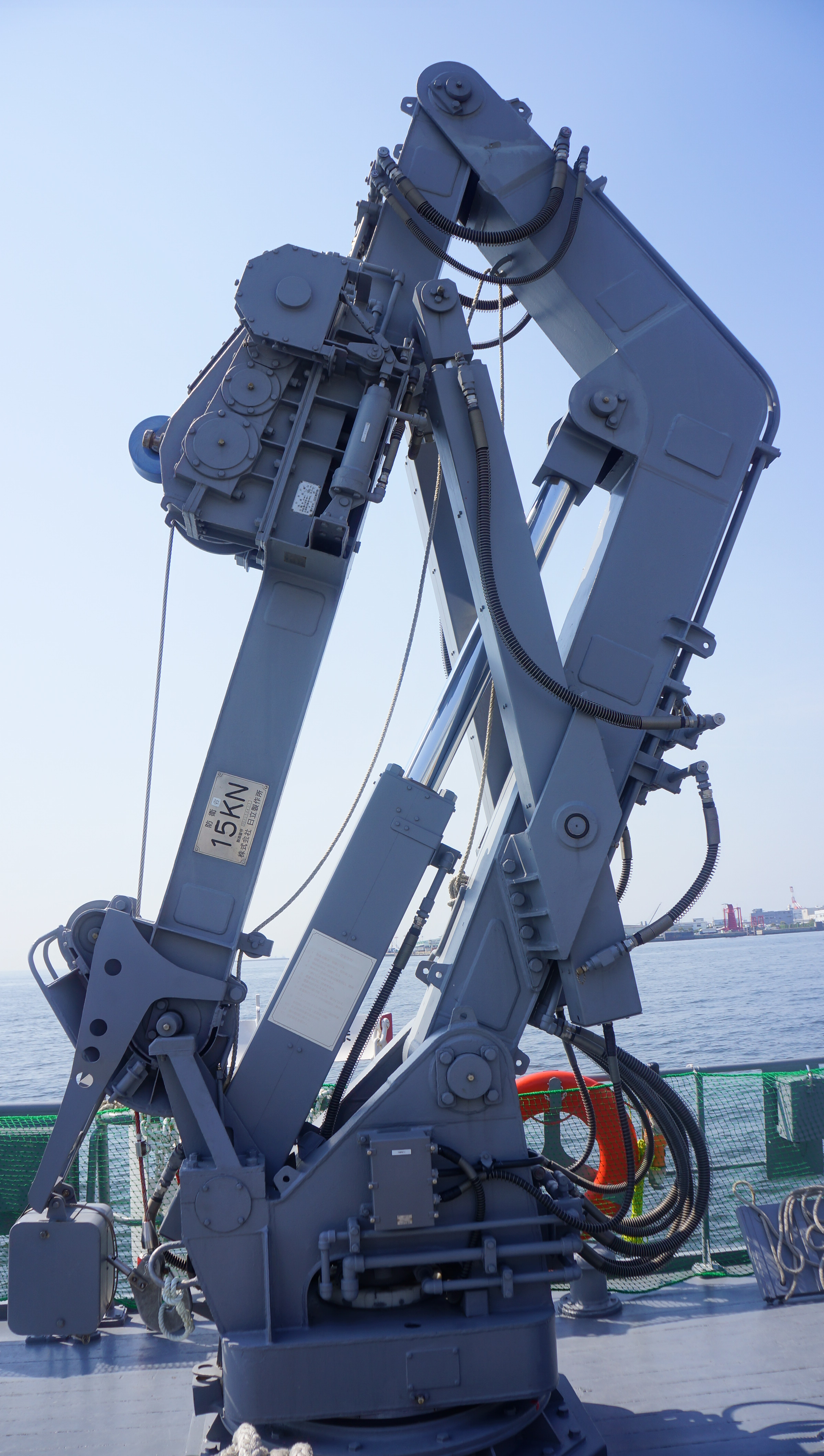
掃討用クレーン
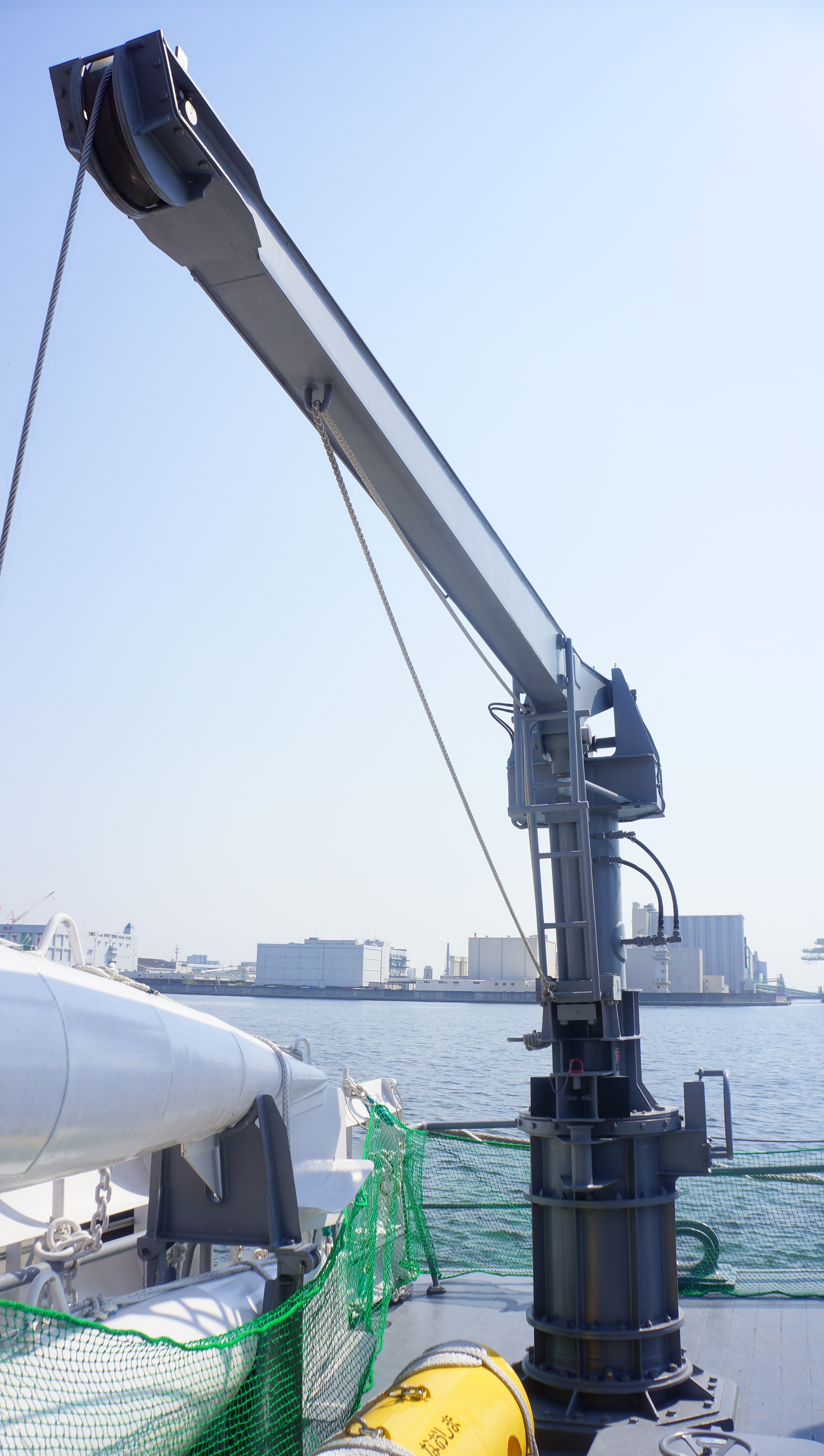
掃海用ダビット

船体設計はおおむね63MSCのものが踏襲され、使用樹種も下記の通りで同一である。
- ベイマツ - キール・スケグ、船底縦通材、チャイン材、フレーム、外板・甲板
- ケヤキ - キール摩材
- タモ - 合板

ただし、従来の掃海艇では掃海具の展張のために広い船尾甲板が要求されていたのに対し、本型ではサンダウン級と同様に掃討重視の艇とされたことからその必要は薄れた一方、居住性の向上や機雷処分具の格納庫を設ける必要があったことから、船首楼はかなり延長されている。これは、原型のサンダウン級をおおきく上回る排水量であってはならないという制約によるものでもあった。
船首楼後端の左舷側にはPAP-104 Mk.5機雷処分具2機分の格納庫が設けられており、レールにのせて後方に引き出すことができる。その後方の船尾甲板には、左舷側には機雷処分具の揚降用の掃討用クレーンが、右舷側には普通掃海具の揚降などに用いられる掃海用ダビットが設けられている。また艦橋からの後方視界向上を意図し、掃海艇では初めて2本並列配置となったが、運用の結果、艦橋左右後方の視界を妨げることから、続くひらしま型（16MSC）では従来通りの1本煙突に戻されている。
なお、2020年から順次にロービジ（「ロービジビリティ」Low-visibilityの略）塗装へ塗装変更が進んでいる。その内容としては、煙突頂部の汚れを目立たなくするための黒帯の廃止、艇番号及び艇名の灰色化かつ無影化である。

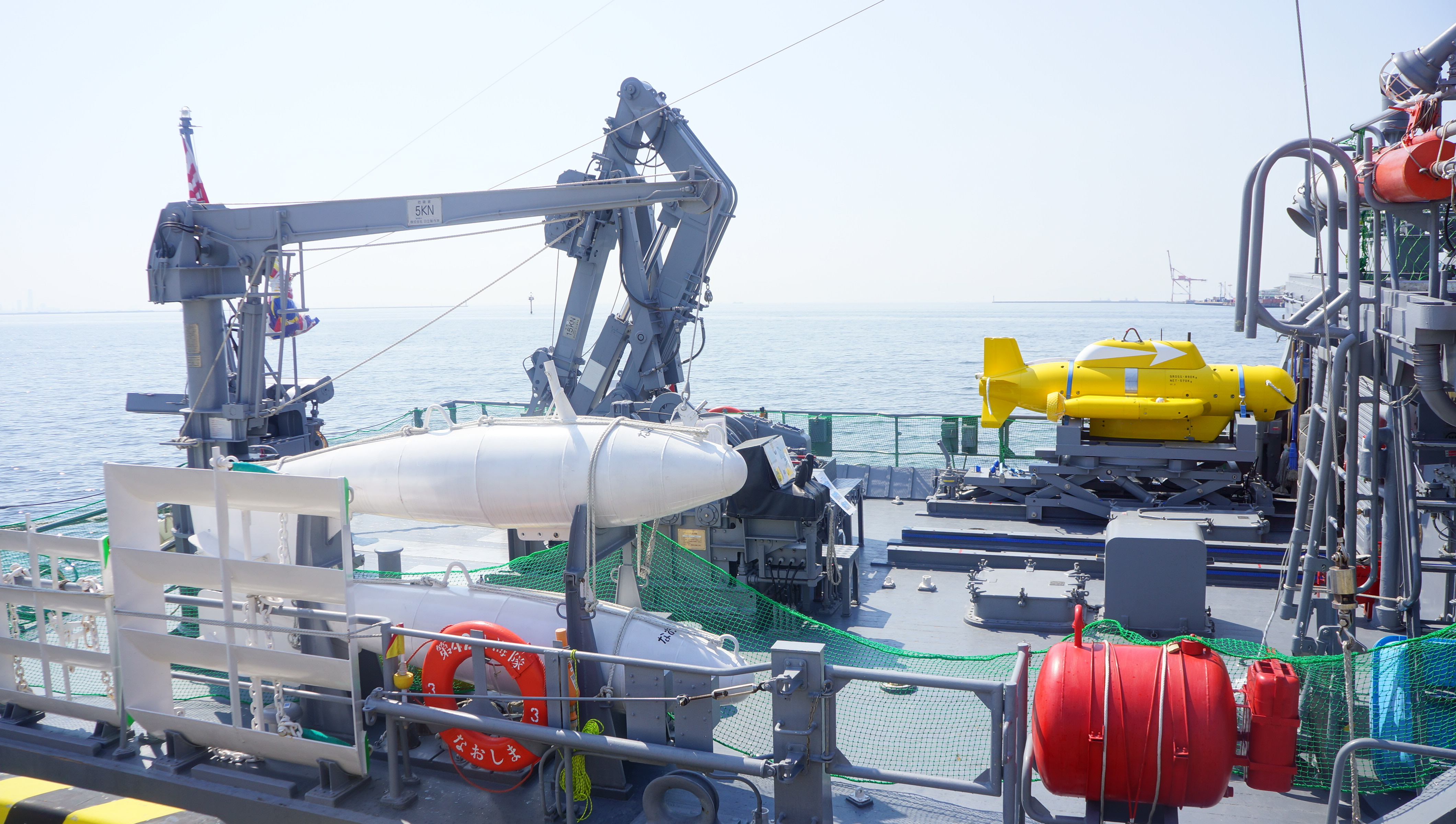
船尾甲板。右舷側には掃海用ダビットと掃海浮標、左舷側には掃討用クレーンが1機あり、PAP-104が格納庫から引き出されている。舷側には横抱き式に展開器が収納されている。
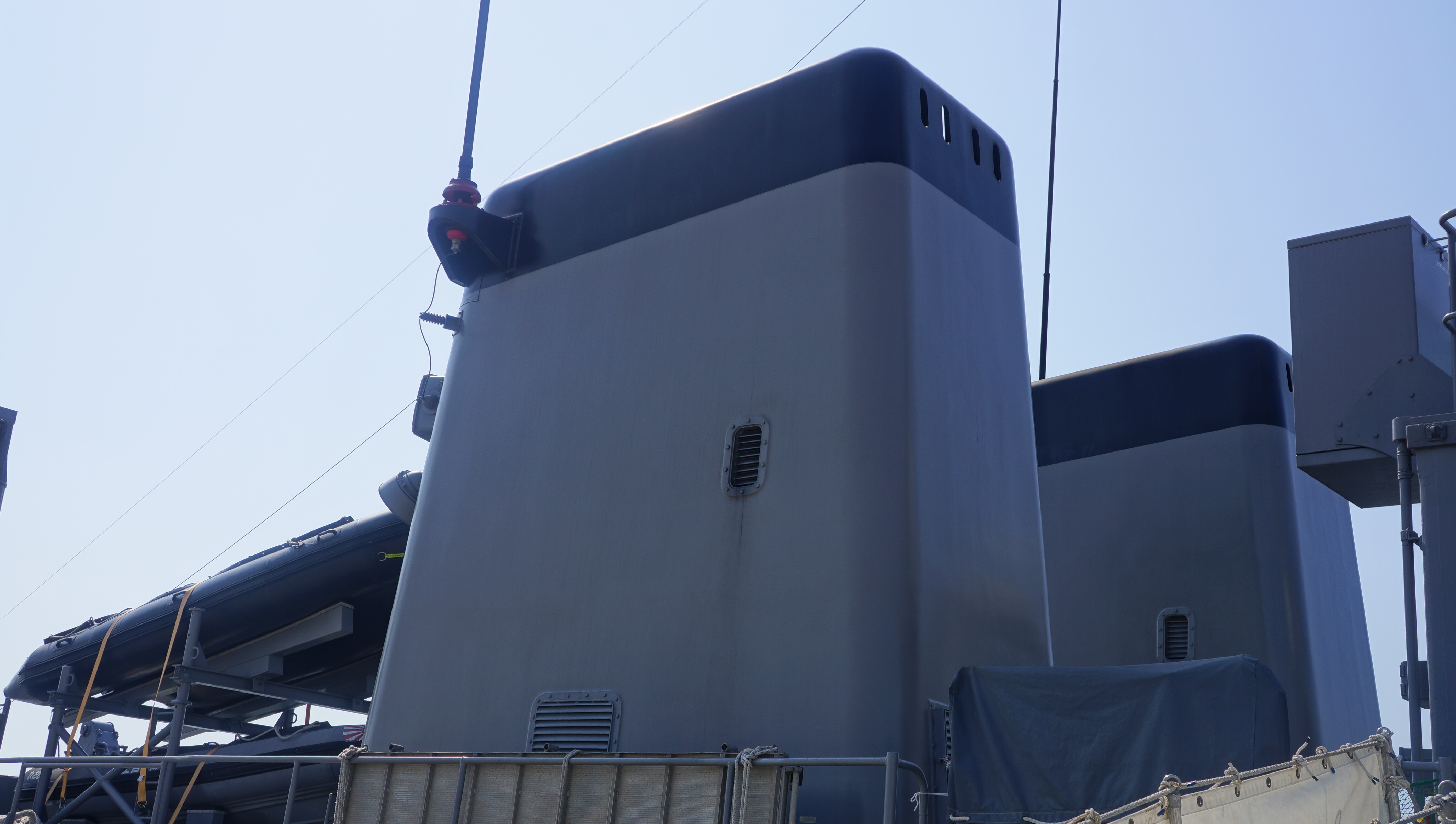
特徴的な2本煙突
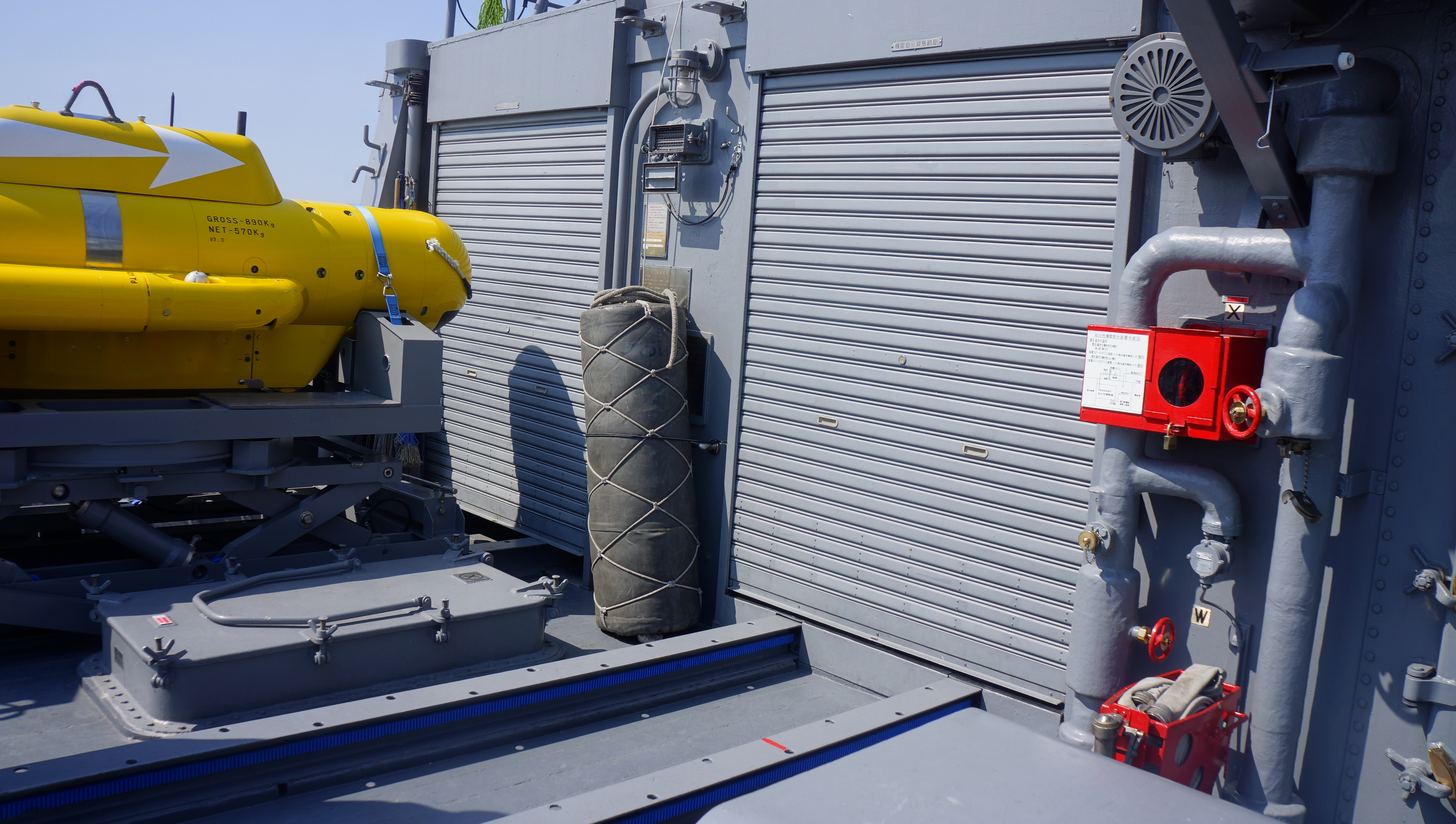
PAP-104格納庫

- 掃討用クレーン
- 掃海用ダビット

## 機関
推進方式としては、従来のディーゼルエンジンによる機械駆動とともに、低速時用の補助推進装置として電動推進方式を併用している。これは、特に機雷掃討時には低速で長時間航走する必要があり、また放射雑音およびキャビテーションノイズ低減が求められたためである。主機関は63MSCと同じ6NMU-TA(B)Iが採用された。これは輸送艇1号型などに搭載された三菱重工業のSU系列ディーゼル（S6U）を非磁性化して技術研究本部が開発した4サイクル6気筒ディーゼルエンジンであり、同系列の機種ははつしま型後期型（60MSC）より踏襲されてきている。また省力化のため、機関制御は全て艦橋からの遠隔操作であり、機械室に当直員は配置されない。
なお水中放射雑音低減のため、主発電機4基は、各原動機とともに水線より上、船首楼内の第1甲板に配置されている。磁気掃海具が永久磁石式とされたこともあり、掃海発電機は搭載されていない。
機雷掃海時には航路保持が求められるのに対し、機雷掃討時には定点保持（Hoverring Positioning）が求められることから、GPSと連動した自動船位保持装置も本級より新たに導入された。機雷掃討の際の運動性能向上、ホバリング性能向上のため、可変ピッチプロペラ、バウ・スラスター、シリング舵を採用し、これと連動する自動操艦装置の装備などで運用性の向上が図られている。

## 装備
本型においては、英サンダウン級で搭載された情報処理装置・機雷探知機・機雷処分具の3点セットが導入されている。また係維掃海具としては63MSCと同じものが搭載されたが、感応掃海具の自艇搭載は断念された。

### C4ISTAR
本型の対機雷戦システムの大きな特徴が、情報処理装置を中核としたシステム構築がなされている点である。その機種としては、英GECマルコーニ社製情報処理装置（NAUTIS-M; ししじま、くろしまは改良型のNAUTIS-M-1）が採用された。これはサンダウン級用に開発されたもので、機雷戦艦艇で求められる対衝撃性（30G）、非磁性などの要求を達成している。3台のコンソールからなっており、レーダーや機雷探知機などと連接されて、航海情報管理、また対機雷戦計画・評価支援機能を備えている。
機雷探知機としては、可変深度式のTYPE-2093ソナーが搭載された。これは上部構造物前端の甲板室内に設置されており、ウィンチによって300メートルの深度まで吊下することができる。機雷探知用としては80キロヘルツ、類別用としては350キロヘルツの周波数を使用しており、最大1,200メートルという長距離探知と0.3度の分解能を両立している。最大使用速力は12ノットである。

### 機雷掃討
機雷処分具としては、初の海外機として、フランス製のPAP-104 Mk.5をライセンス生産により搭載している。従来海自掃海艇が搭載してきた国産機が電源ケーブルによる外部給電を使用していたのに対し、電池を内蔵して、ケーブルは光ファイバーのみとすることで、活動可能時間が短縮したかわりに優れた機動性を備えている。英サンダウン級以外にも、仏・蘭・白共同開発のトリパルタイト型機雷掃討艇でも採用された傑作機であり、13か国の海軍に400機以上が納入されている。

### 機雷掃海
原型となった英サンダウン級は機雷掃海能力を持たない掃討専用艇であったが、日本近海には機雷掃討に不適な泥質の海底も多いことから、本型では機雷掃海能力も付与されている。
係維掃海具
係維機雷に対しては、63MSCと同じく53式普通掃海具（O型）改6が搭載された。これは28MSC以来の53式普通掃海具（O型）をもとに、対艇掃海によって中深度域の掃海に対応したものである。オロペサ型係維掃海具（O型掃海具）は、展開器と呼ばれる水中凧によって掃海索を左右数百メートルに展開するとともに沈降器によって一定深度に沈下させて曳航し、機雷の係維索を引っ掛けて、掃海索の数カ所に装備した切断器によってこれを切断していくものである。
感応掃海具
排水量でサンダウン級を大きく上回ることができないなどの設計上の制約の問題から、従来の海自掃海艇で採用されてきた国産機は搭載できなかった。このことから、感応掃海具としては、オーストラリアADI社製のDYAD（ダイヤード）を必要に応じて搭載する方式とされた。これは永久磁石式の磁気掃海具と水流を利用した音響発生装置（パイプノイズメーカ, PNM）による、設備電力を必要としない複合掃海具で、艦船の磁気分布を模倣できる。ただし感応掃海具を使用する際には母艦などからDYADを受け取る必要があるため、運用上の制約が大きく、続くひらしま型（16MSC）では自艇搭載が設計上の要求事項とされることになった。

### 砲こう武器
浮流機雷や、係維掃海により浮揚した機雷処分のため、JM61-M 20mm機関砲を艇首甲板に1基備える。

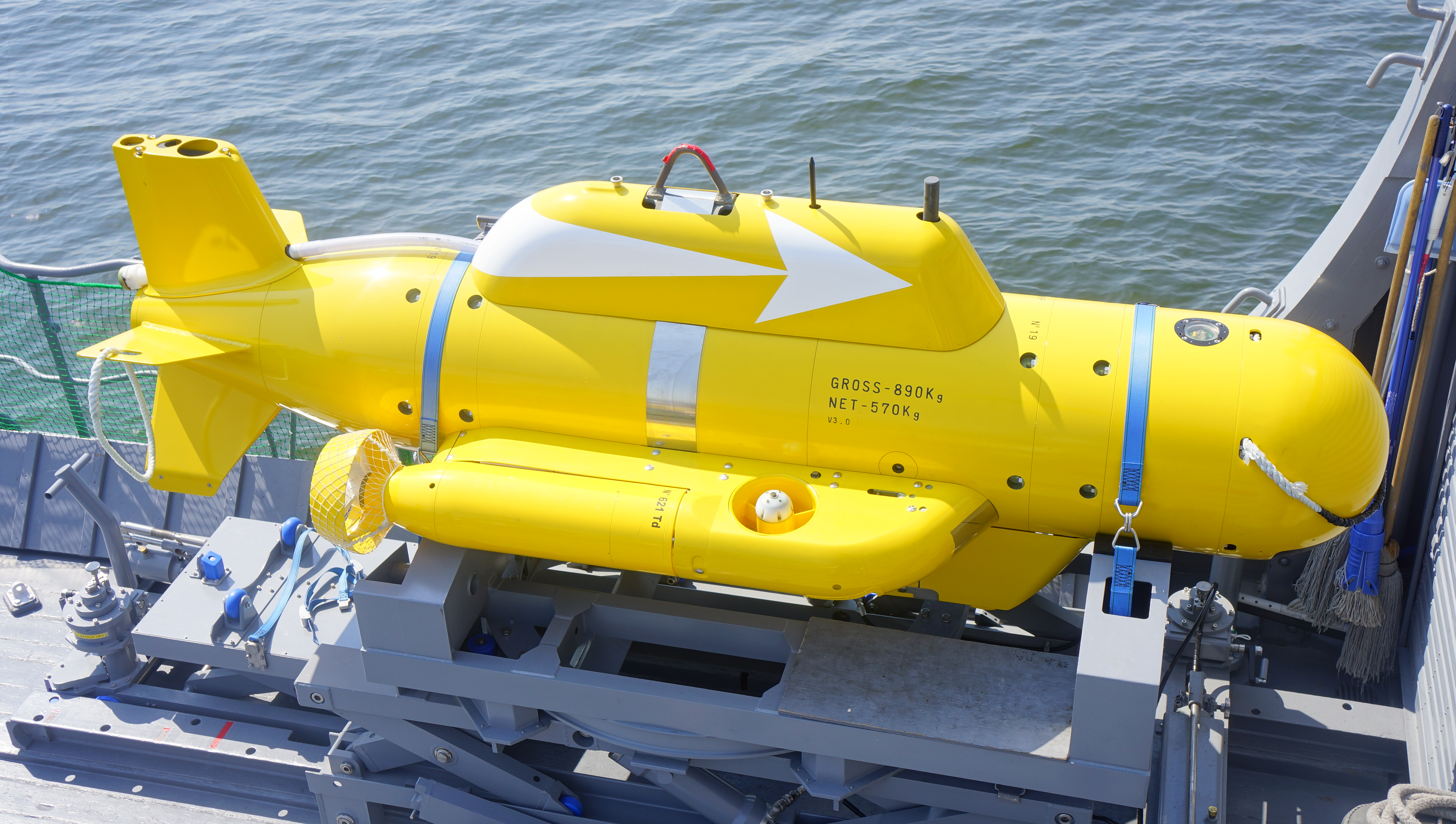
PAP-104 Mk.5
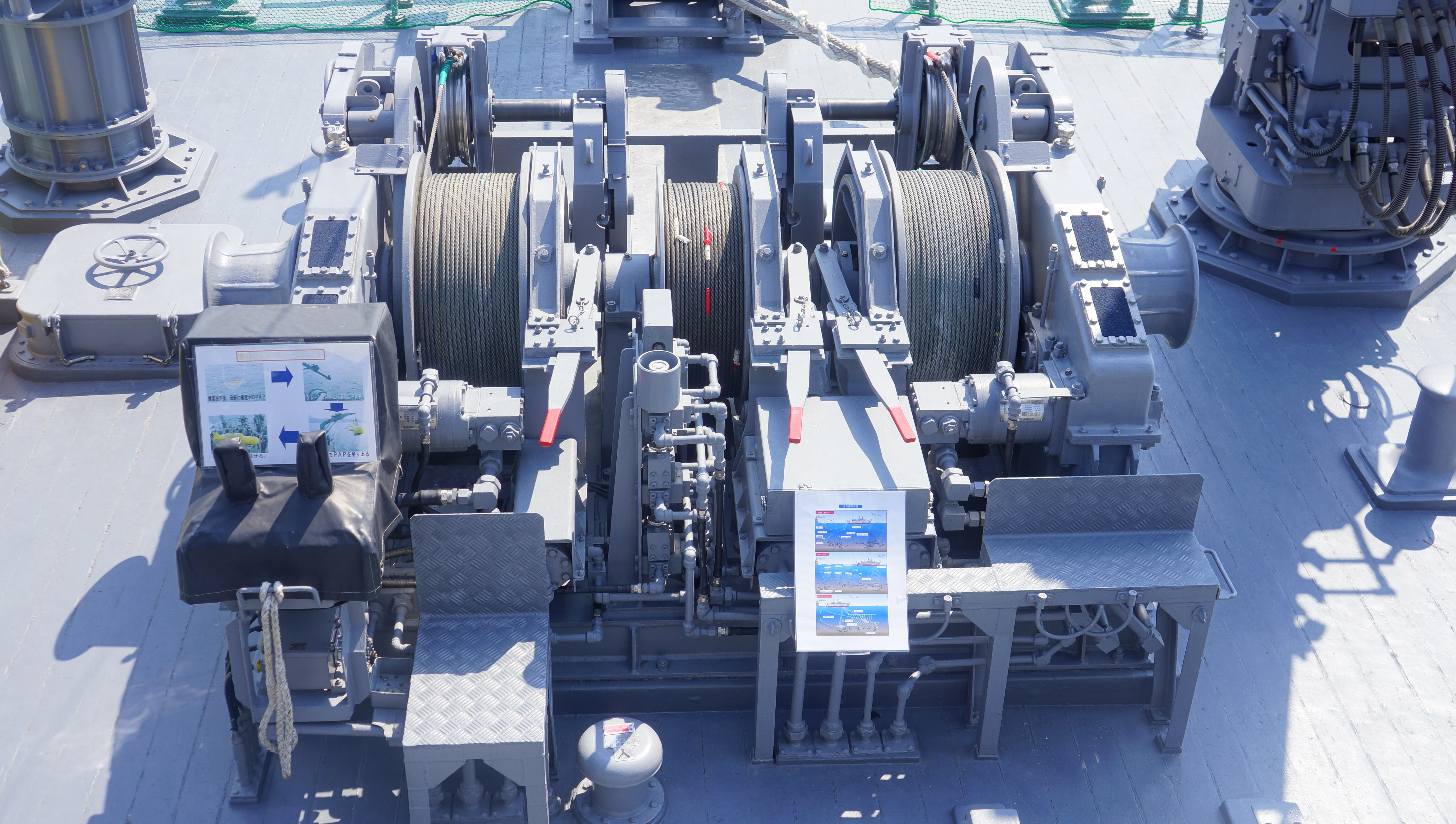
係維掃海具/感応掃海具用の曳航・巻上装置
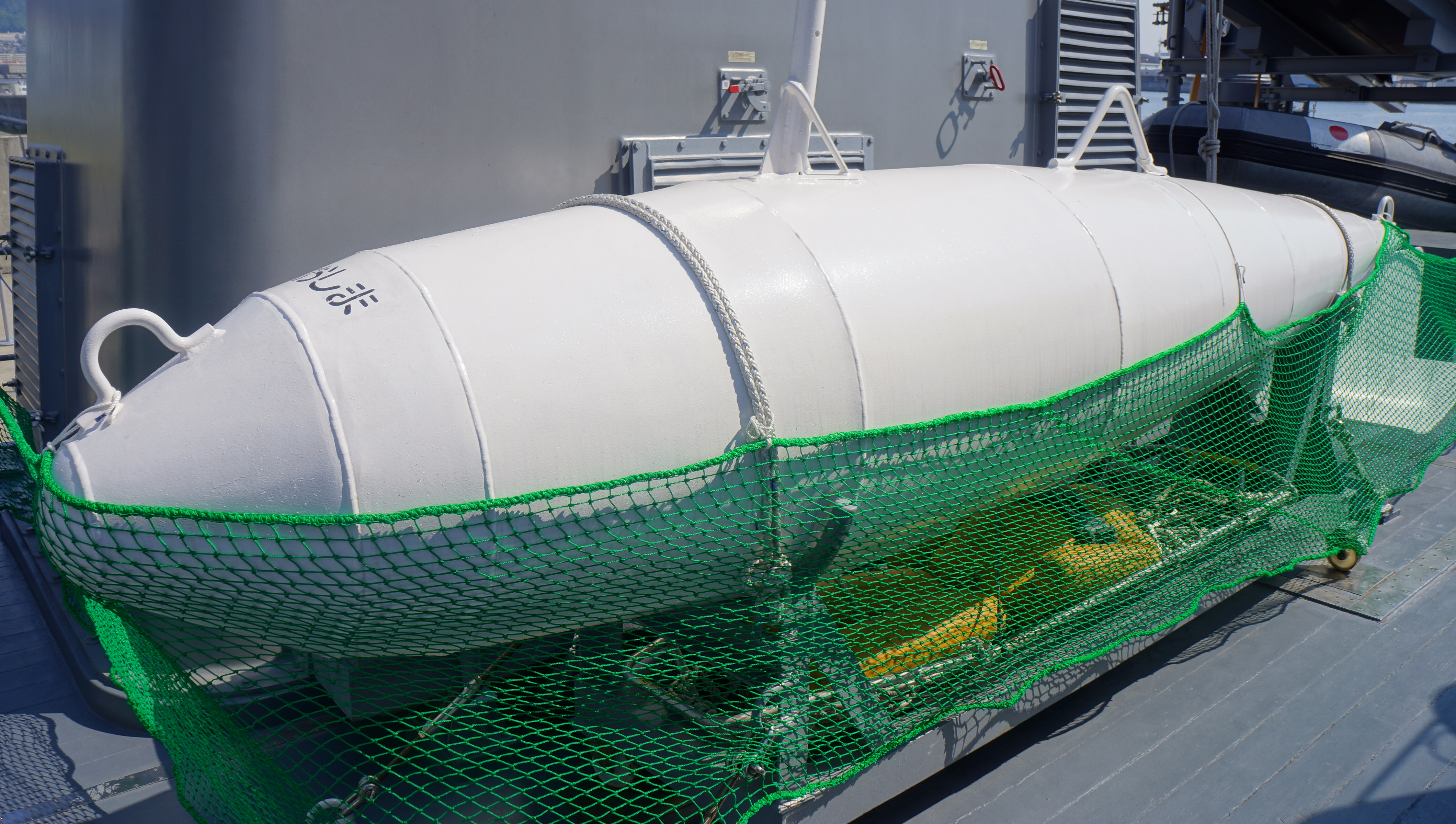
フロート（係維掃海用）
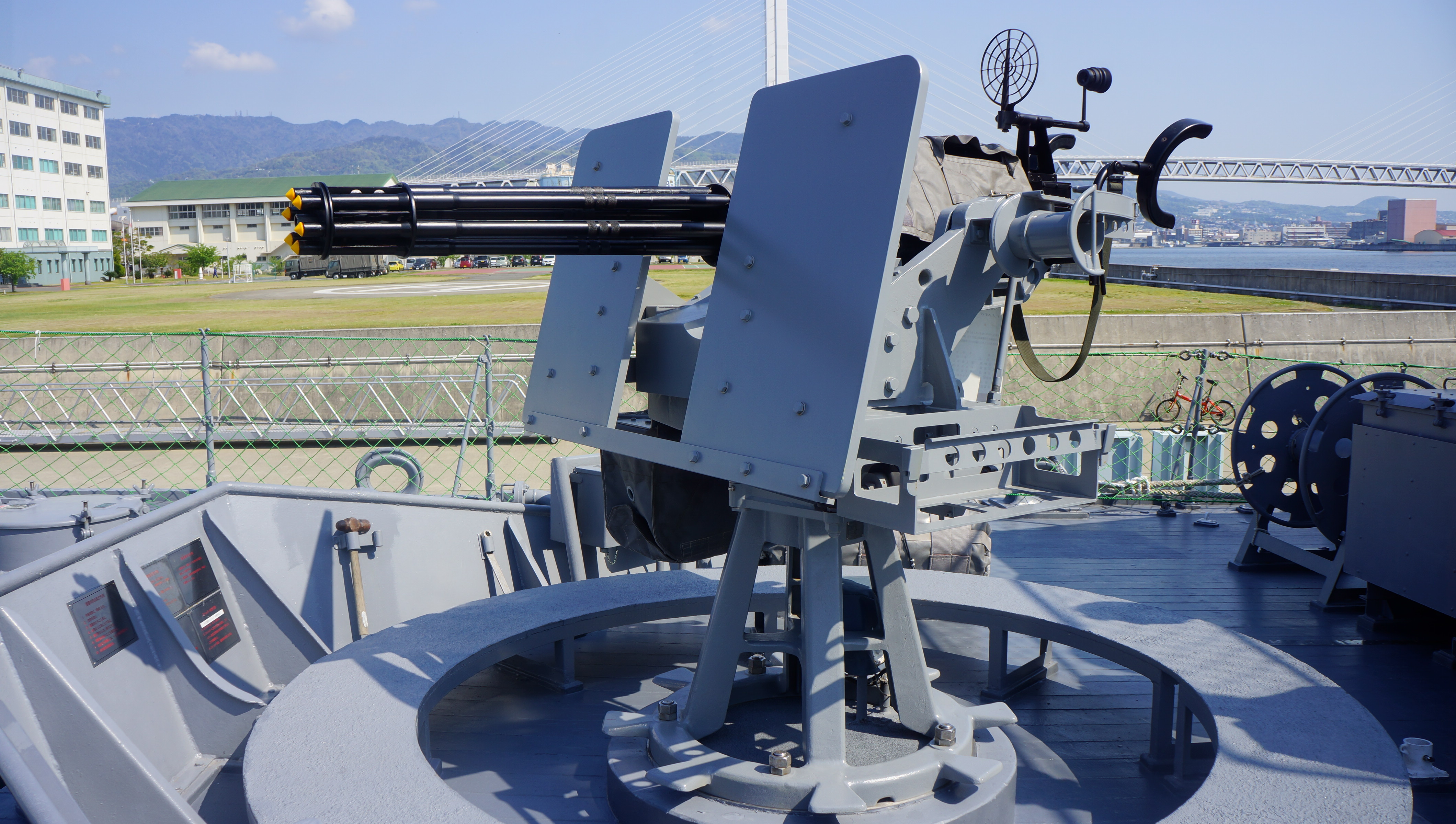
JM61-M 20mm機関砲

## 同型艦
| 計画年度 | 艦番号  | 艦名     | 建造                     | 起工                        | 進水                         | 竣工                        | 除籍                       | 所属                                    |
| -------- | ------- | -------- | ------------------------ | --------------------------- | ---------------------------- | --------------------------- | -------------------------- | --------------------------------------- |
| 平成7年  | MSC-681 | すがしま | 日本鋼管鶴見造船所       | 1996年 （平成8年） 5月8日   | 1997年 （平成9年） 8月25日   | 1999年 （平成11年） 3月16日 | 2023年 （令和5年） 3月15日 | 最終所属 舞鶴地方隊 第44掃海隊          |
| 平成7年  | MSC-682 | のとじま | 日立造船神奈川工場       | 1996年 （平成8年） 5月8日   | 1997年 （平成9年） 9月3日    | 1999年 （平成11年） 3月16日 | 2020年 （令和2年） 6月12日 | 最終所属 舞鶴地方隊 第44掃海隊          |
| 平成8年  | MSC-683 | つのしま | 日立造船神奈川工場       | 1997年 （平成9年） 8月7日   | 1998年 （平成10年） 10月22日 | 2000年 （平成12年） 3月13日 | 2024年 （令和6年） 3月12日 | 最終所属 呉地方隊 阪神基地隊 第42掃海隊 |
| 平成9年  | MSC-684 | なおしま | 日本鋼管鶴見造船所       | 1998年 （平成10年） 4月17日 | 1999年 （平成11年） 10月7日  | 2001年 （平成13年） 3月16日 | 2025年 （令和7年） 3月12日 | 最終所属 呉地方隊 阪神基地隊 第42掃海隊 |
| 平成10年 | MSC-685 | とよしま | 日立造船神奈川工場       | 1999年 （平成11年） 4月26日 | 2000年 （平成12年） 9月13日  | 2002年 （平成14年） 3月14日 |                            | 佐世保地方隊 下関基地隊 第43掃海隊      |
| 平成11年 | MSC-686 | うくしま | 日本鋼管鶴見造船所       | 2000年 （平成12年） 5月17日 | 2001年 （平成13年） 9月17日  | 2003年 （平成15年） 3月18日 |                            | 佐世保地方隊 下関基地隊 第43掃海隊      |
| 平成11年 | MSC-687 | いずしま | 日立造船神奈川工場       | 2000年 （平成12年） 4月27日 | 2001年 （平成13年） 10月31日 | 2003年 （平成15年） 3月18日 |                            | 大湊地区隊 函館基地隊 第45掃海隊        |
| 平成12年 | MSC-688 | あいしま | ユニバーサル造船横浜工場 | 2001年 （平成13年） 4月17日 | 2002年 （平成14年） 10月8日  | 2004年 （平成16年） 2月26日 |                            | 舞鶴地方隊 第44掃海隊                   |
| 平成13年 | MSC-689 | あおしま | ユニバーサル造船京浜工場 | 2002年 （平成14年） 4月15日 | 2003年 （平成15年） 9月16日  | 2005年 （平成17年） 2月9日  |                            | 呉地方隊 阪神基地隊 第42掃海隊          |
| 平成13年 | MSC-690 | みやじま | ユニバーサル造船京浜工場 | 2002年 （平成14年） 5月28日 | 2003年 （平成15年） 10月10日 | 2005年 （平成17年） 2月9日  |                            | 呉地方隊 阪神基地隊 第42掃海隊          |
| 平成14年 | MSC-691 | ししじま | ユニバーサル造船京浜工場 | 2003年 （平成15年） 5月23日 | 2004年 （平成16年） 9月29日  | 2006年 （平成18年） 2月8日  |                            | 佐世保地方隊 沖縄基地隊 第46掃海隊      |
| 平成15年 | MSC-692 | くろしま | ユニバーサル造船京浜工場 | 2004年 （平成16年） 5月12日 | 2005年 （平成17年） 8月31日  | 2007年 （平成19年） 2月23日 |                            | 佐世保地方隊 沖縄基地隊 第46掃海隊      |

## ギャラリー

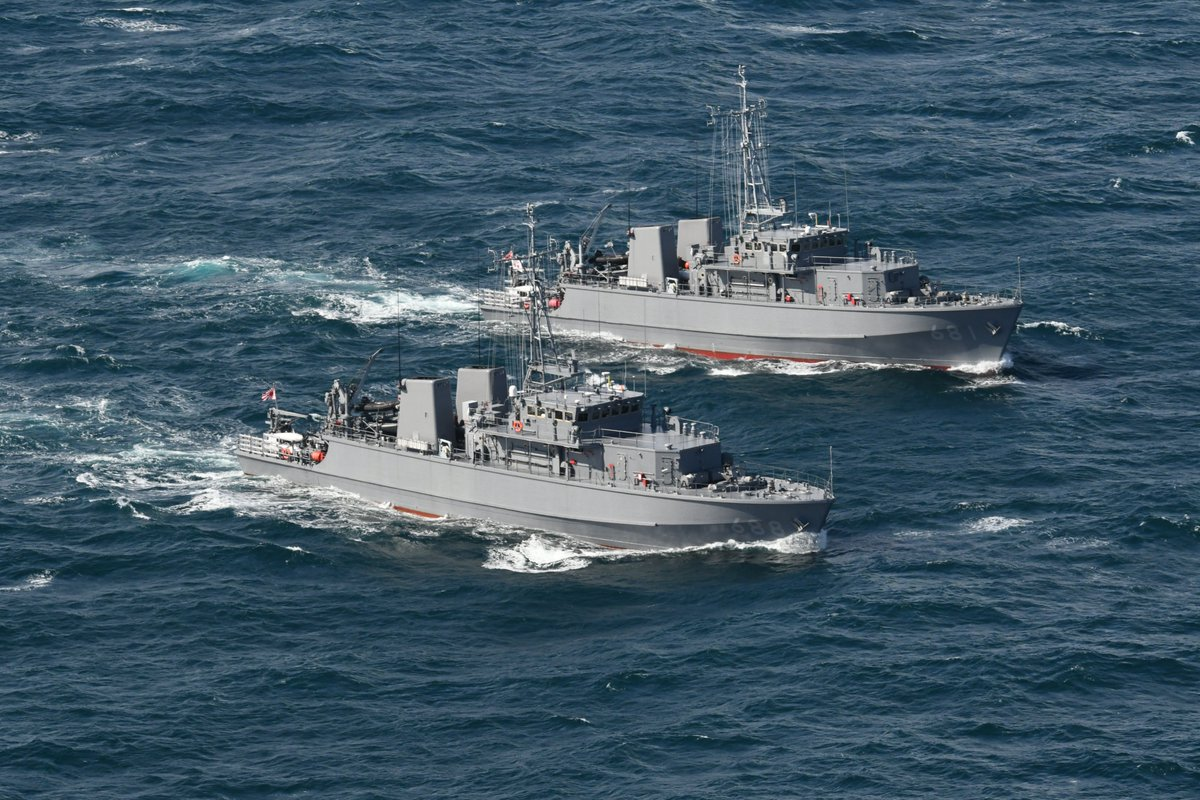
雁行する第44掃海隊「あいしま」（手前）と「すがしま」（奥）両艇ともロービジ塗装
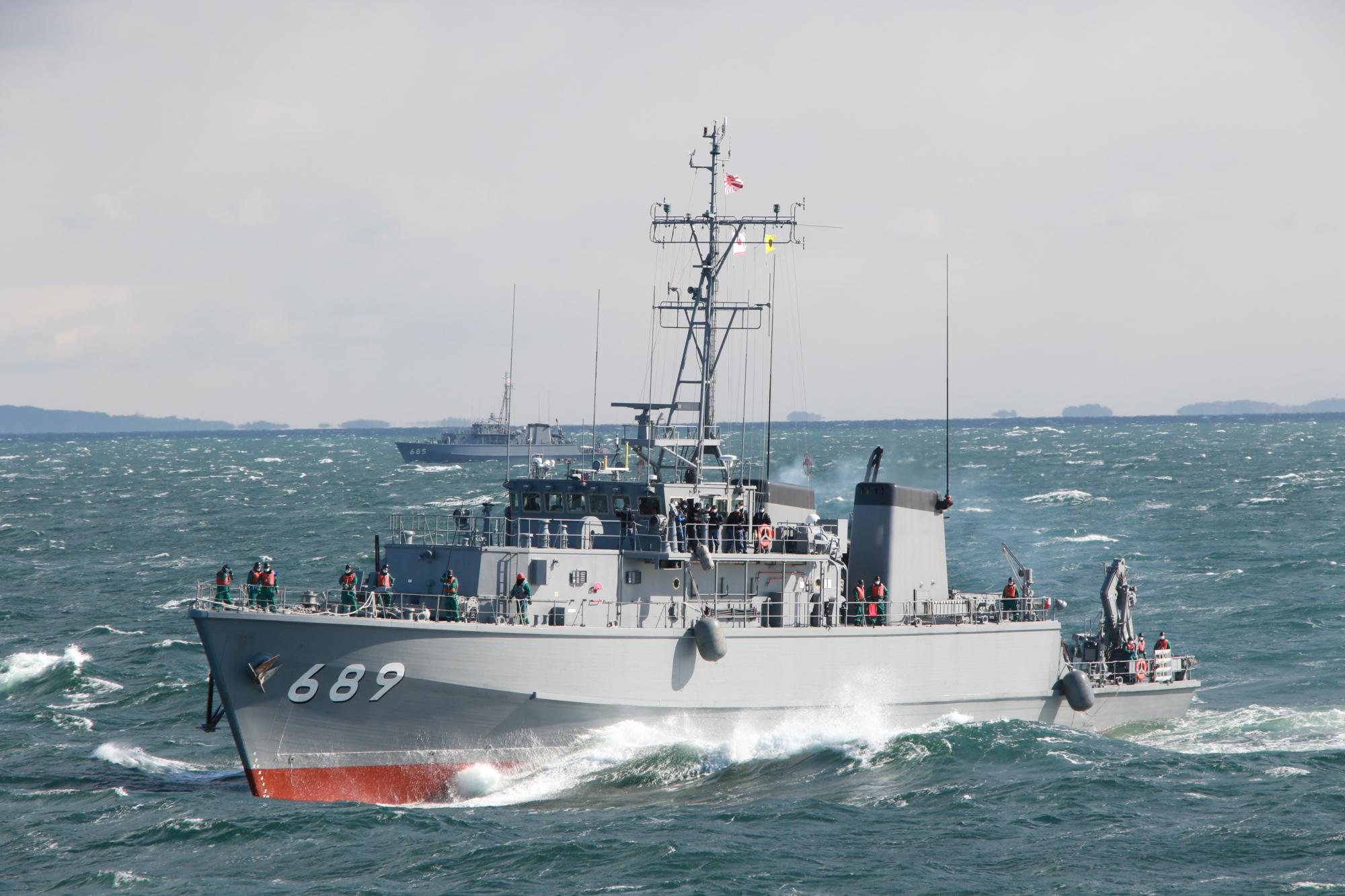
白波の立つ中を航行する「あおしま」（手前）と「とよしま」（奥）両艇とも従来塗装
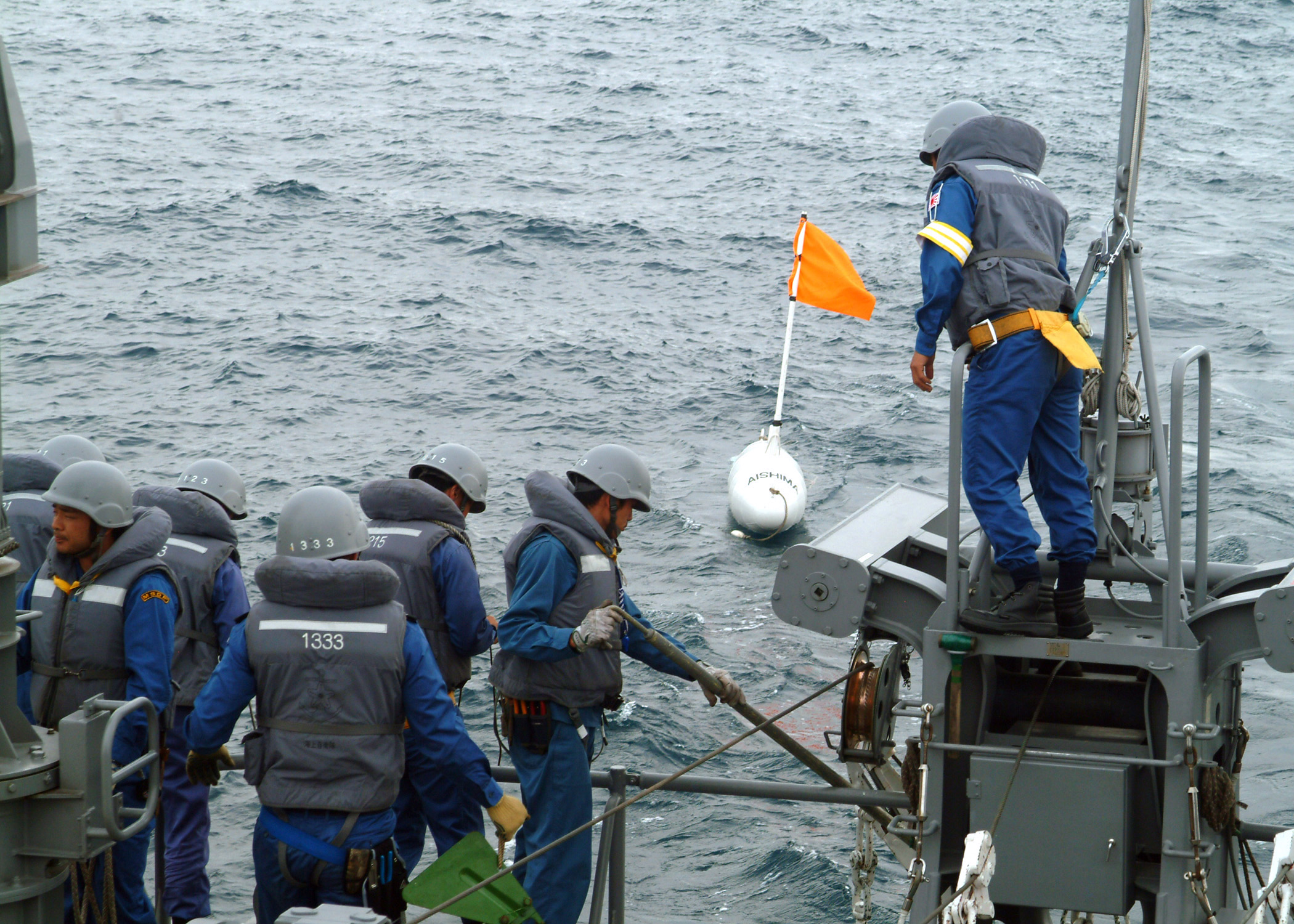
マレーシアで行われた国際掃海演習「WP-MCMEX」における「あいしま」の作業風景
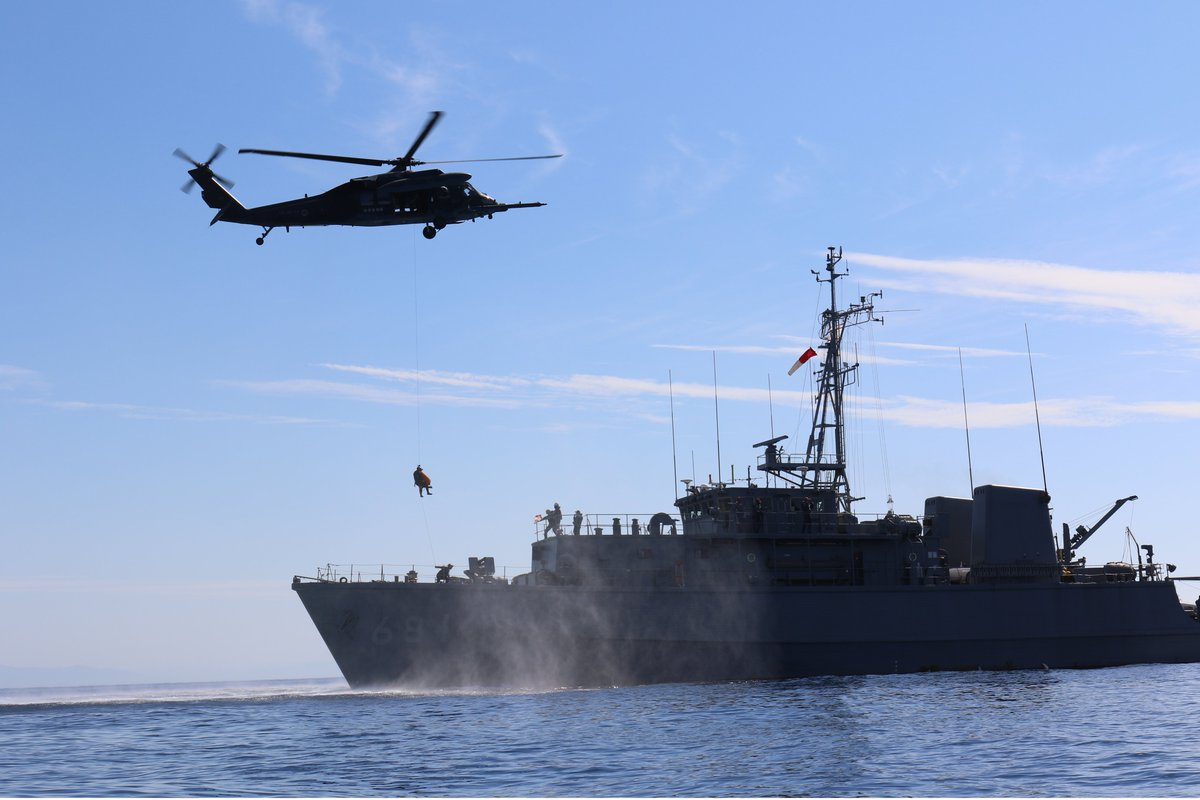
共同救難訓練において、「すがしま」が救出した要救助者を収容する、航空自衛隊救難ヘリコプターUH-60J